# Kallosluis

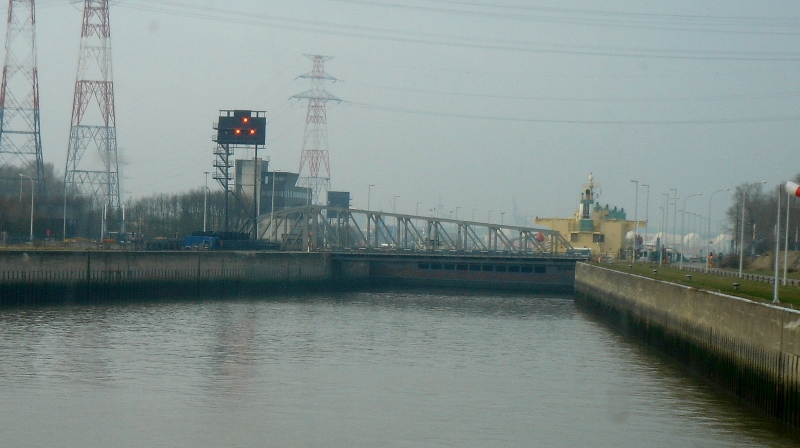
Kallosluis, gezien vanaf de Schelde

De Kallosluis is een sluis in Kallo. De sluis vormt een toegang tot de dokken langs het Waaslandkanaal, een uitbreiding van de haven van Antwerpen op de linkeroever van de Schelde in de provincie Oost-Vlaanderen. De sluis is geschikt voor schepen van CEMT-klasse VI
De afmetingen van de Kallosluis zijn: lengte 360m (310m tussen de binnendeuren), breedte 50m (wegens de aan beide zijden drijvende balken van 1 meter breed is de operationele breedte beperkt tot 48 meter) en drempeldiepte -12,58m TAW. De toegelaten diepgang wordt echter bepaald door de waterdiepte in het Waaslandkanaal ter hoogte van de Beverentunnel. Deze bedraagt 13,5m, zodat de diepgang tot 12,25m beperkt is (kielspeling van 10%).
Er liggen twee bruggen over de sluis: de Farnesebrug aan de Scheldekant en de Melselebrug aan de havenkant. En onder de dokken voor de sluis ligt ook nog de Beverentunnel.
Het VHF-werkkanaal is 1 voor de binnenvaart. Het dokkanaal is 74 (Sector Waasland) en voor aankomende zeeschepen is het kanaal 8.
De sluis werd gebouwd vanaf 1979 en in de beginjaren draaide de sluis incidenteel en werd bediend door vrijwilligers. Formeel werd de sluis in continu-gebruik genomen in 1988 met aan het hoofd, hoofd verkeersleider Frans 'Frank' Huysmans (tevens adviseur bij de bouw) en bemand met enkele vaste sasseniers en losse vrijwilligers, omdat er toen nog maar weinig scheepvaartverkeer was op de linkeroever. Het is een drukke sluis geworden, vooral door containerverkeer en merendeels door de autovrachtschepen met vooral Japanse wagens. Onder andere Hyundai, Mitsubishi, Kia, Honda en Mazda hebben er hun havenconcessies. Ook de binnenvaarttrafiek is sterk toegenomen.
Om te voorkomen dat de schepen niet uit de linkeroeverdokken kunnen vertrekken als de Kallosluis niet beschikbaar zou zijn, is er nog een sluis gebouwd, de Kieldrechtsluis. Ook deze sluis verbindt de dokken met de Schelde, maar dan via het Deurganckdok.
Het Havenbedrijf Antwerpen is eigenaar van deze sluis en beheert het sluiscomplex van Kallo en de dokken van de linkeroever.
Berendrechtsluis · Bonapartesluis · Boudewijnsluis · Kieldrechtsluis · Kallosluis · Kattendijksluis ·  Royerssluis · Van Cauwelaertsluis · Zandvlietsluis · Zuidersluis